# The!少女マンガ
『The!少女マンガ』（ザしょうじょマンガ）は、NHK・BS2にて不定期で放送されたテレビ番組である。

## 概要
作者のインタビューを中心に、1つの少女マンガ作品にドキュメントタッチで迫る番組。

## 放送リスト
| 回数  | 放送期間           | 取り上げた作品         | 作品原作者 |
| ----- | ------------------ | ---------------------- | ---------- |
| 第1弾 | 2004年4月27 - 29日 | ベルサイユのばら       | 池田理代子 |
| 第1弾 | 2004年4月27 - 29日 | デザイナー             | 一条ゆかり |
| 第1弾 | 2004年4月27 - 29日 | ポーの一族             | 萩尾望都   |
| 第2弾 | 2005年1月24 - 26日 | ガラスの仮面           | 美内すずえ |
| 第2弾 | 2005年1月24 - 26日 | 生徒諸君!              | 庄司陽子   |
| 第2弾 | 2005年1月24 - 26日 | エロイカより愛をこめて | 青池保子   |
| 第3弾 | 2005年8月29 - 31日 | 星のたてごと           | 水野英子   |
| 第3弾 | 2005年8月29 - 31日 | 愛のアランフェス       | 槇村さとる |
| 第3弾 | 2005年8月29 - 31日 | CIPHER（サイファ）     | 成田美名子 |
| 第4弾 | 2006年1月23 - 25日 | 風と木の詩             | 竹宮惠子   |
| 第4弾 | 2006年1月23 - 25日 | アリエスの乙女たち     | 里中満智子 |
| 第4弾 | 2006年1月23 - 25日 | 摩利と新吾             | 木原敏江   |